# 堀川哲男
堀川 哲男（ほりかわ てつお、1936年7月15日 - 1990年10月5日）は、日本の中国史学者。中国近代史専攻。

## 経歴
1936年、愛媛県松山市生まれ。京都大学文学部史学科、同大学院文学研究科博士課程満期退学。岐阜大学助教授、京都大学教養部助教授、教授。1990年、腎腫瘍のため死去。

## 著書
- 『林則徐』人物往来社、中国人物叢書、1966。改訂版・中公文庫、1997
- 『孫文 救国の情熱と中国革命』清水書院センチュリーブックス 1973、「孫文と中国の革命運動」清水新書 1984
- 『中国近代の政治と社会』法律文化社、1981
- 『人類の知的遺産 63 孫文』講談社、1983
- 『ときにはそれについて語ろう 堀川哲男・文と人』堀川哲男・文と人編集委員会、1991
- 『アジアの歴史と文化 5　中国史 近・現代』（編） 同朋舎出版、1995

### 翻訳
- 孫文『講演集 書簡集」近藤秀樹共訳「世界の名著」中央公論社、1969。改訂版・中公クラシックス、2006
- 林則徐「夷務は手を休むるあたわざるを密陳するの片」、 魏源「海国図志叙」
  - 各『中国古典文学大系　清末民国初政治評論集』平凡社、1971

## 参考
- 三民主義（抄）ほか - 紀伊国屋書店BookWeb